# Illustriertes Sportblatt
Das Illustrierte Sportblatt war eine österreichische Sportzeitung, die wöchentlich von 1905 bis 1928 in Wien erschien. Sie kam auch als Illustriertes Österreichisches Sportblatt heraus.
Mit der Ausgabe des Jahrgangs XXIV, Nr. 2 vom 14. Januar 1928 gab das Blatt seine Einstellung aus Kostengründen bekannt. Die Ausgabe, Einzelverkaufspreis 40 Groschen erschien ohne Anzeigen und hatte einen Umfang von 16 Seiten. Sie fokussierte auf einen 3:1 Länderspielerfolg der österreichischen Fußballnationalmannschaft in Belgien und einige Artikel zum Skisport.
Die Publikation erschien bei der Österreichische Zeitungs- und Druckerei-Aktien-Gesellschaft. Die Herausgeber waren: 1911 Felix Schmal und Dr. Karl Bittrich; 1911: M. J. Leuthe, Pepi Freund, Karl Wrba. 1912–1917: Franz Gerl. 1917–1921: Viktor Brodt. 1922–1926: Prof. Wilhelm Schmieger. 1926–1928: Alois Scheuch.
Die Österreichische Nationalbibliothek hat ab Erscheinungsjahr 1911 711 Ausgaben mit 9.212 Seiten digitalisiert die über ANNO – AustriaN Newspapers Online global kostenfrei zugänglich sind.